# Бестобинська сільська адміністрація
Бестоби́нська сільська адміністрація (каз. Бестөбе ауылдық әкімдігі, рос. Бестобинская сельская администрация) — адміністративна одиниця у складі Камистинського району Костанайської області Казахстану. Адміністративний центр та єдиний населений пункт — село Бестобе.
Населення — 482 особи (2021; 903 у 2009, 1470 у 1999, 2297 у 1989).
Станом на 1989 рік існувала Бестобинська сільська рада (села Бестобе, Оразкопа, селище Коянди). 2014 року були ліквідовані села Коянда та Оразкопа. Тоді ж Бестобинський сільський округ отримав статус сільської адміністрації.

## Склад
До складу адміністрації входять такі населені пункти:
| Населений пункт | Старі назви | Населення, осіб (1989) | Населення, осіб (1999) | Населення, осіб (2009) | Населення, осіб (2021) |
| --------------- | ----------- | ---------------------- | ---------------------- | ---------------------- | ---------------------- |
| Бестобе, село   | -           | 1798                   | 1127                   | 841                    | 482                    |
| Коянда, село    | Коянди      | 225                    | 124                    | 15                     | -                      |
| Оразкопа, село  | -           | 274                    | 219                    | 47                     | -                      |